# Melothria schulziana
Melothria schulziana är en gurkväxtart som beskrevs av Crovetto. Melothria schulziana ingår i släktet Melothria och familjen gurkväxter. Inga underarter finns listade i Catalogue of Life.